# فریگیت کلاس پتیا
فریگیت کلاس پتیا (به انگلیسی: Petya-class frigate) یک کلاس از کشتی است که طول آن 81.8 m می‌باشد.